# 大通片
大通片，贛語九個方言片之一。其通行於湖北的大冶、咸安、嘉魚、赤壁、崇陽、通城、通山、陽新、監利（部分），和湖南的臨湘（部分）、嶽陽（部分）、華容等地。

## 特點
大通片共有六個聲調。古平聲、去聲按古聲母清濁各分化成兩個調，即現今的陰平和陽平、陰去和陽去。古上聲全濁聲母歸屬陽去，清聲母和次濁聲母今讀上聲。入聲不分陰陽。入聲字的塞音韻尾脫落，讀成開尾韻，但有少數地點例外。